# Gottfried Preising
Gottfried Preising (* 10. November 1954) ist ein ehemaliger deutscher Radrennfahrer aus der DDR.
Preising begann 1968 bei der BSG Fortschritt Renak Greiz mit dem Straßenradsport. Er war später Mitglied der Radsportabteilung des SC Turbine Erfurt und in den 1970er Jahren Mitglied der DDR-Straßennationalmannschaft.
Zu seinen besten Ergebnissen als Aktiver gehörten die Silbermedaille im Mannschaftszeitfahren der DDR-Straßen-Radmeisterschaften 1975 mit Wolfram Kühn, Siegfried Kramer und Helmut Taudte. 1976 wurde er Vizemeister im Straßenrennen nach Detlef Kletzin und vor Bernd Fischer und Bronzemedaillengewinner im Mannschaftszeitfahren mit Joachim Hentzgen, Peter Koch und Hans-Joachim Meisch. Sein bestes internationales Resultat war der sechste Gesamtrang der Polen-Rundfahrt 1976. Bei der Polen-Rundfahrt 1978 erlangte er am Ende den 45. Platz. Im Tribüne Bergpreis 1975 wurde er Dritter, in der Oder-Rundfahrt 1975 Zweiter.
Er nahm auch an Rund um Berlin 1974 (6. Platz) und Rund um Berlin 1975 (5. Platz) teil und war Teilnehmer an der DDR-Rundfahrt 1974, der DDR-Rundfahrt 1976, der DDR-Rundfahrt 1977 und der DDR-Rundfahrt 1978. Bei der DDR-Rundfahrt 1974 belegte er auf der 7. Etappe: Quer durch den Harz, 134 km, am 6. September 1974 – gleichzeitig als Harzrundfahrt 1974 gewertet – hinter Wolfgang Gansert, Joachim Vogel und Bengt Nilsson den vierten Platz vor Henk Smits. In der Gesamtwertung der Rundfahrt kam er auf den 32. Rang. 
Preising und sein Freund Lutz Krajinski fuhren auf einem behindertengerechten Fahrrad 1992 von Erfurt bis nach Barcelona, um an der Schlussfeier der Olympischen Sommerspiele teilzunehmen. Er hatte eine Audienz beim Papst. Im August 2020 war er Mitglied der Radsportfreunde Greiz.